# 平石直昭
平石 直昭（ひらいし なおあき、1945年 - ）は、日本の政治思想史学者、東京大学名誉教授、元帝京大学教授。日本近世政治思想が専門。

## 経歴
東京都生まれ。1968年東京大学法学部政治学科卒、東京大学社会科学研究所助手。1974年千葉大学人文学部助教授、法経学部助教授、1984年東京大学社会科学研究所助教授、1990年教授、2007年定年退任、名誉教授。2009年～2014年帝京大学文学部教授。2002年～2006年日本思想史学会会長。

## 著書
- 『荻生徂徠年譜考』平凡社、1984
- 『天（一語の辞典）』三省堂、1996
- 『日本政治思想史 近世を中心に』放送大学、1997、改訂版2001
- 『福澤諭吉と丸山眞男　近現代日本の思想的原点』北海道大学出版会、2021

### 共編
- 『思想史家丸山眞男論』[1]大隅和雄共編　ぺりかん社　2002
- 『知識人から考える公共性』金泰昌共編　東京大学出版会　2006　公共哲学
- 『公共する人間 3 横井小楠 公共の政を首唱した開国の志士』金泰昌共編 東京大学出版会 2010

### 翻訳・校訂
- ケイト・W・ナカイ『新井白石の政治戦略 儒学と史論』小島康敬・黒住真共訳　東京大学出版会、2001
- 荻生徂徠『政談 服部本』校注　平凡社東洋文庫、2011

## 参考サイト
- 帝京大学:
- 紀伊国屋書店